# Dithiane
Les dithianes sont une famille de composés hétérocycliques, comportant un cycle saturé à six atomes, quatre de carbone et deux de soufre.
Le composé le plus simple de cette famille est le dithiane, qui existe sous la forme de trois isomères : 
- le 1,2-dithiane
- le 1,3-dithiane
- le 1,4-dithiane